# Франсуа Мансар
Франсуа́ Манса́р (фр. Francois Mansard або Mansart, 13 січня 1598, Париж — 23 вересня 1666), Париж — французький архітектор XVII століття. Представник французького бароко.

## Ранні роки
Син простого тесляра, походив з ремісничого стану. Тому доброї освіти просто не міг отримати. Він був шостою дитиною в родині, де було семеро дітей. Рід був відомий через те, що дав декілька будівельників і провінційних скульпторів-декораторів. Батько помер у 1610 році, коли Франсуа було 12 років. Мати одружилася вдруге з аптекарем.

## Будівельна практика замість освіти
У період 1612–1617 рр. працював разом із братом Жерменом Гюльтером (будівельником і скульптором) в місті Ренн. У період 1618–1621 рр. перебрався до свого дядька в місто Тулуза, де працював разом із родичем на будівництві мостів. Отримав навички роботи в скульптурі і практичному будівництві, котрі тоді мало розрізнялись між завданнями світськими чи сакральними за призначенням.
Кар'єру архітектора розпочав як помічник відомого майстра, архітектора Соломона де Броса, що будував Люксембурзький палац у Парижі.

## Головні замовлення архітектора

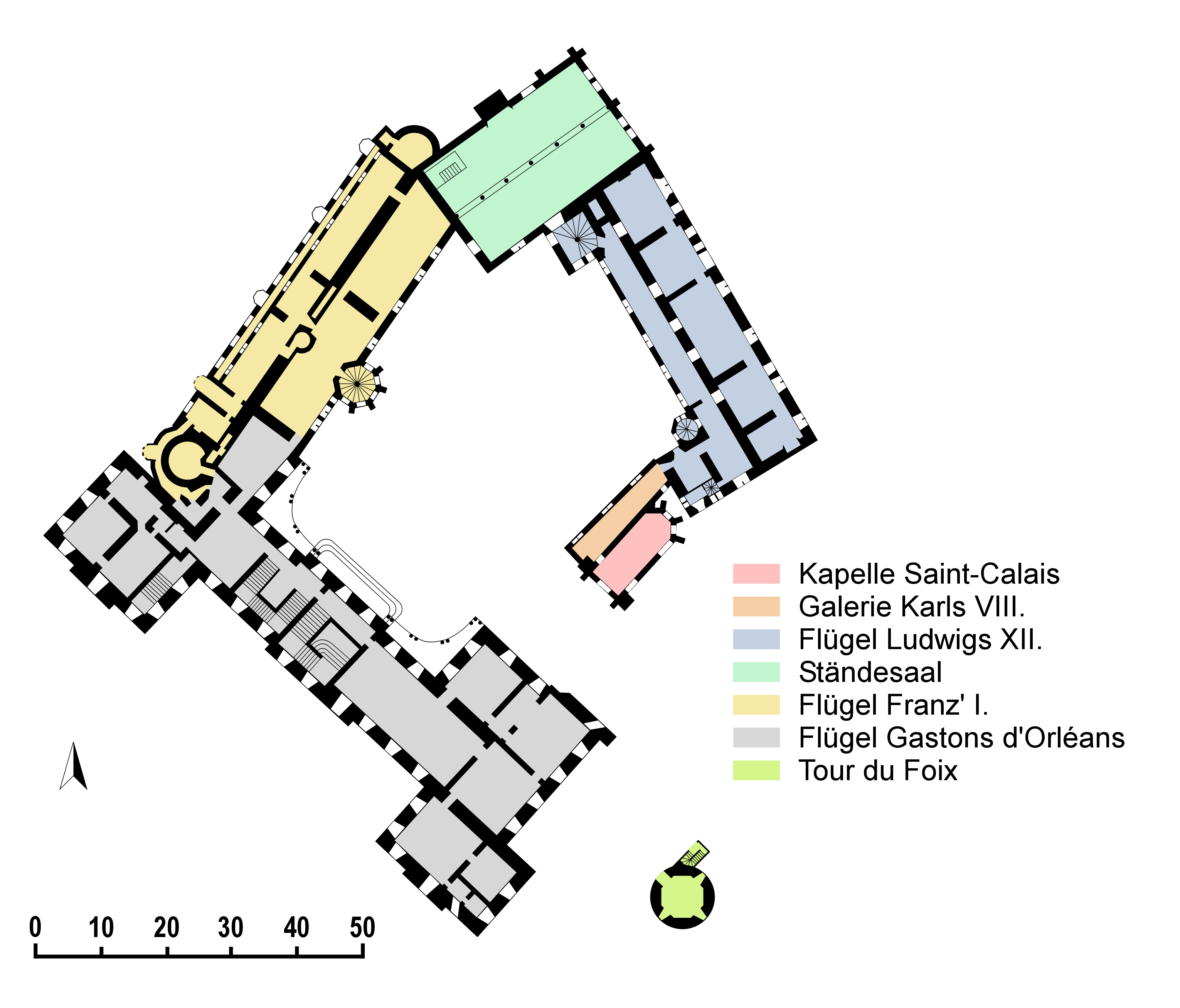
План добудов Мансара в замку Блуа сірим кольором (ліворуч)

Першою самостійною роботою Мансара як архітектора був фасад церкви фельянів в Парижі (зруйновано).
Його твори сподобались маркізу Гастону Орлеанському, брату короля Людовика XIII. І деякий час він працював у його замку Бальруа. Потім йому доручили добудову в середньовічному замку Блуа. Завзятий архітектор встиг збудувати лише північне крило палацу, як його відсторонили від робіт. Намагання зробити найкраще спонукало архітектора ламати збудоване, якщо був знайдений ліпший варіант за попередній і вже не відповідав його задуму. Будівельні роботи Мансара занадто багато коштували і від його послуг відмовилися. Це значно зменшило коло його замовників.
Сучасники скаржилися, що замовником архітектора міг бути лише турецький паша, так багато грошей потребували його проекти і будівельні роботи.
Серед замовників архітектора був і могутній кардинал Мазаріні. Ненависть до Мазаріні згодом перенесли і на архітектора, чим сильно підірвали його авторитет.
Особливістю будівництва Франції XVII ст. був абсолютизм, могутній контроль з боку короля і влади. Він та його оточення були також головними замовниками будівельних робіт. Тому набравши моці і влади, король Людовик XIV відмовився від послуг Мансара і наблизив до себе його головного конкурента — Луї Лево, який будував палац в Версалі. Мансар з 1640-х рр. розпочав працювати для жіночого монастиря Валь де Грас. Але і тут йому відмовили, коли витрати на міцний фундамент перетнули попередньо заплановану грошову суму. Монастир і церкву добудовували вже після смерті Мансара, хоча й за його проектами. Будівництво продовжив архітектор Жак Лемерсьє.

## Палац Мезон-Лафіт
Більшість робіт Мансара безжально перебудували і сплюндрували. Зразком зрілої манери архітектора вважають палац Мезон-Лафіт (1642 — 1650 рр). До того ж він не був перебудованим пізніше. Заміський палац збудований для президента парламенту міста Париж Рене де Ланглея. У його плані літера П, але палац відкритий з усіх боків. Особливо виразні парковий і фасад на парадний двір. Службові приміщення розмістили на 1-му поверсі. Мансар зберіг високі дахи різної висоти, що вважалося досить красивим і доречним дощової пори. Палац доповнював стриманий, але елегантний сад бароко.

## Вибрані твори
- фасад церкви Фельянів, Париж

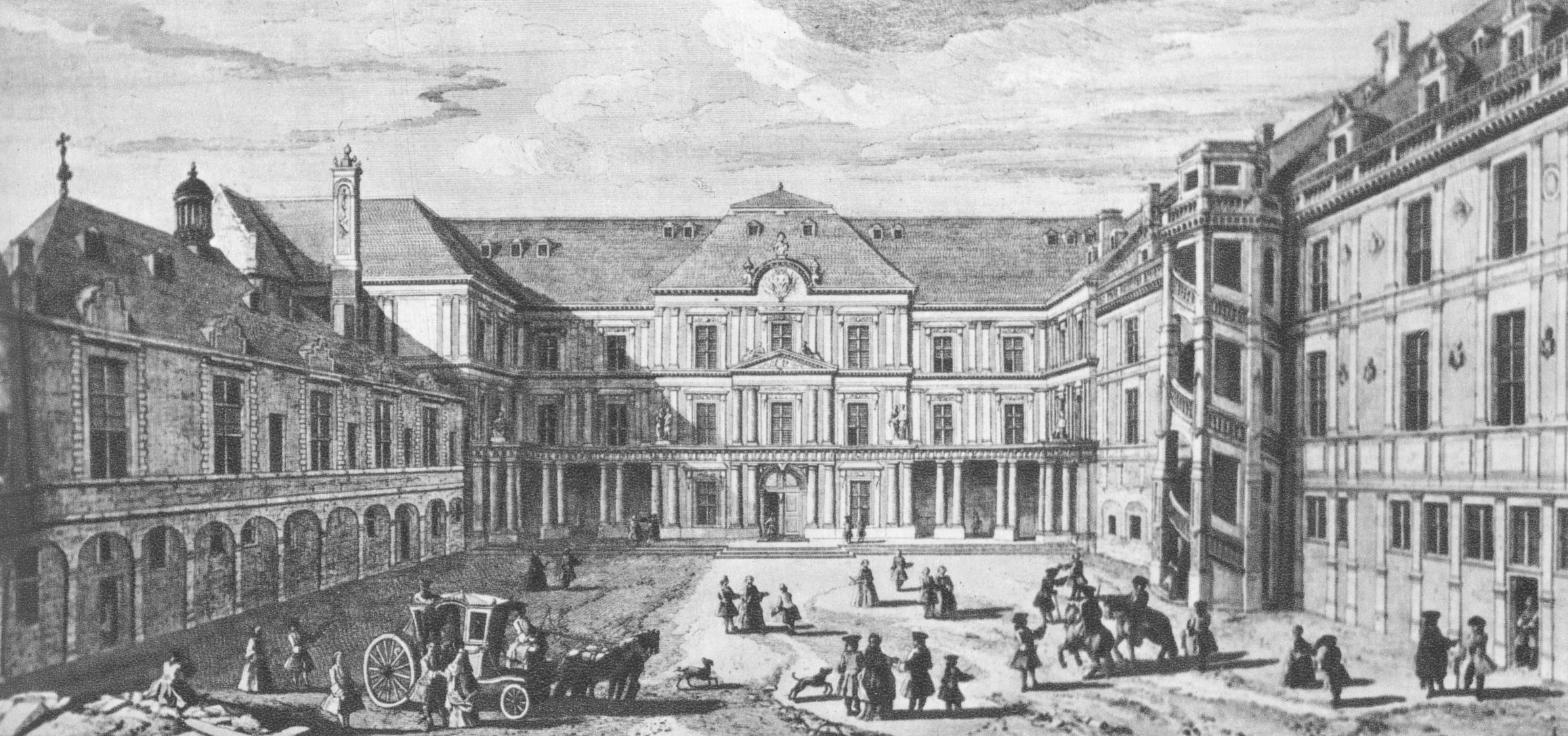
Гравер Жак Ріго. двір замку Блуа з добудованим палацом архітектора Франсуа Мансара

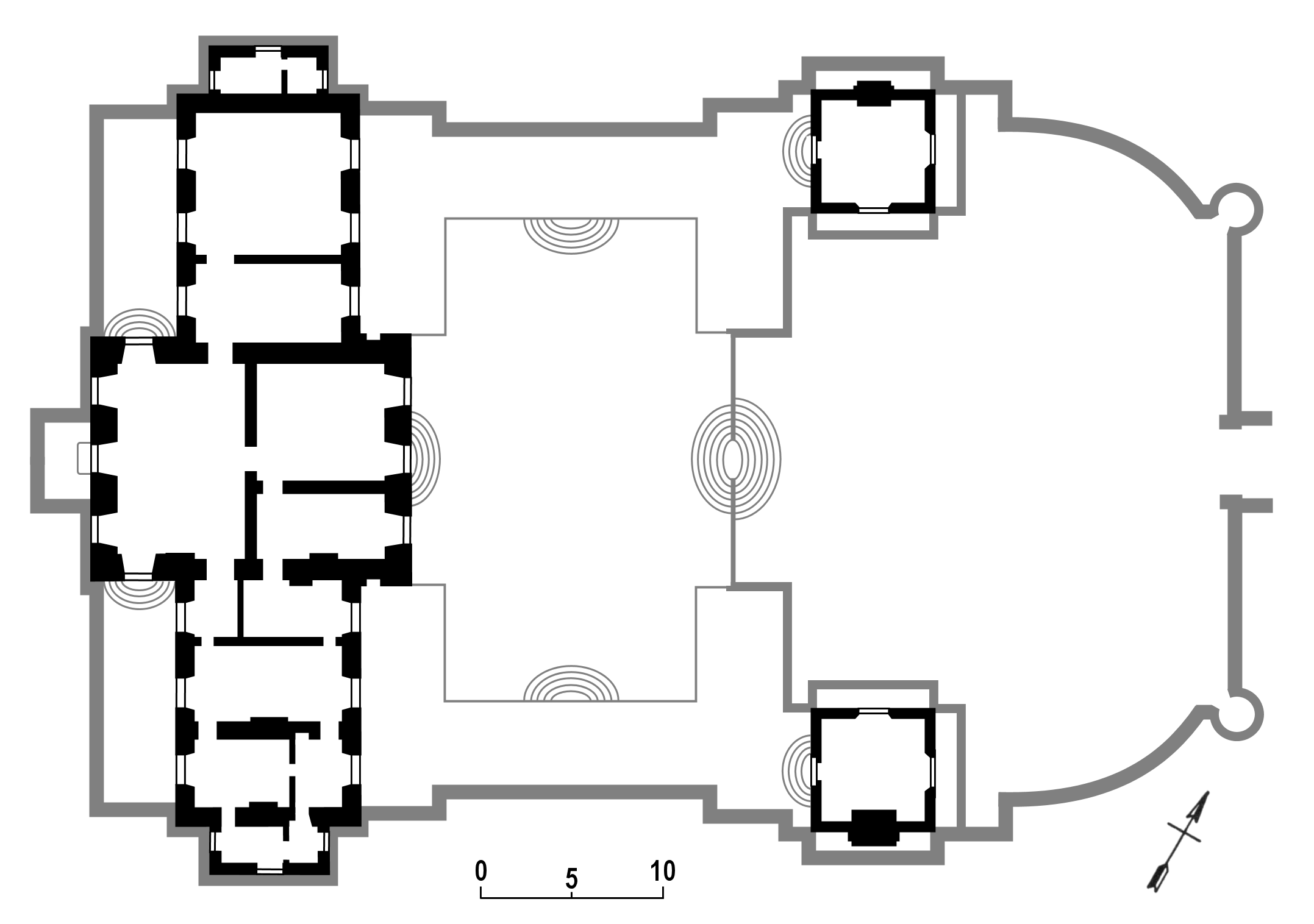
План замку Бельруа, спроєктованого Мансаром.

- замок в Бальруа для Гастона Орлеанського з 1626 р.
- перебудова середньовічного замку Блуа з 1635 р.
- готель де Тулуз, Париж
- палац Мазаріні, Париж
- палац Мезон-Лафіт для Рене де Ланглей
- церква абатства Валь де Грас, Париж з 1640-х рр.

## Галерея

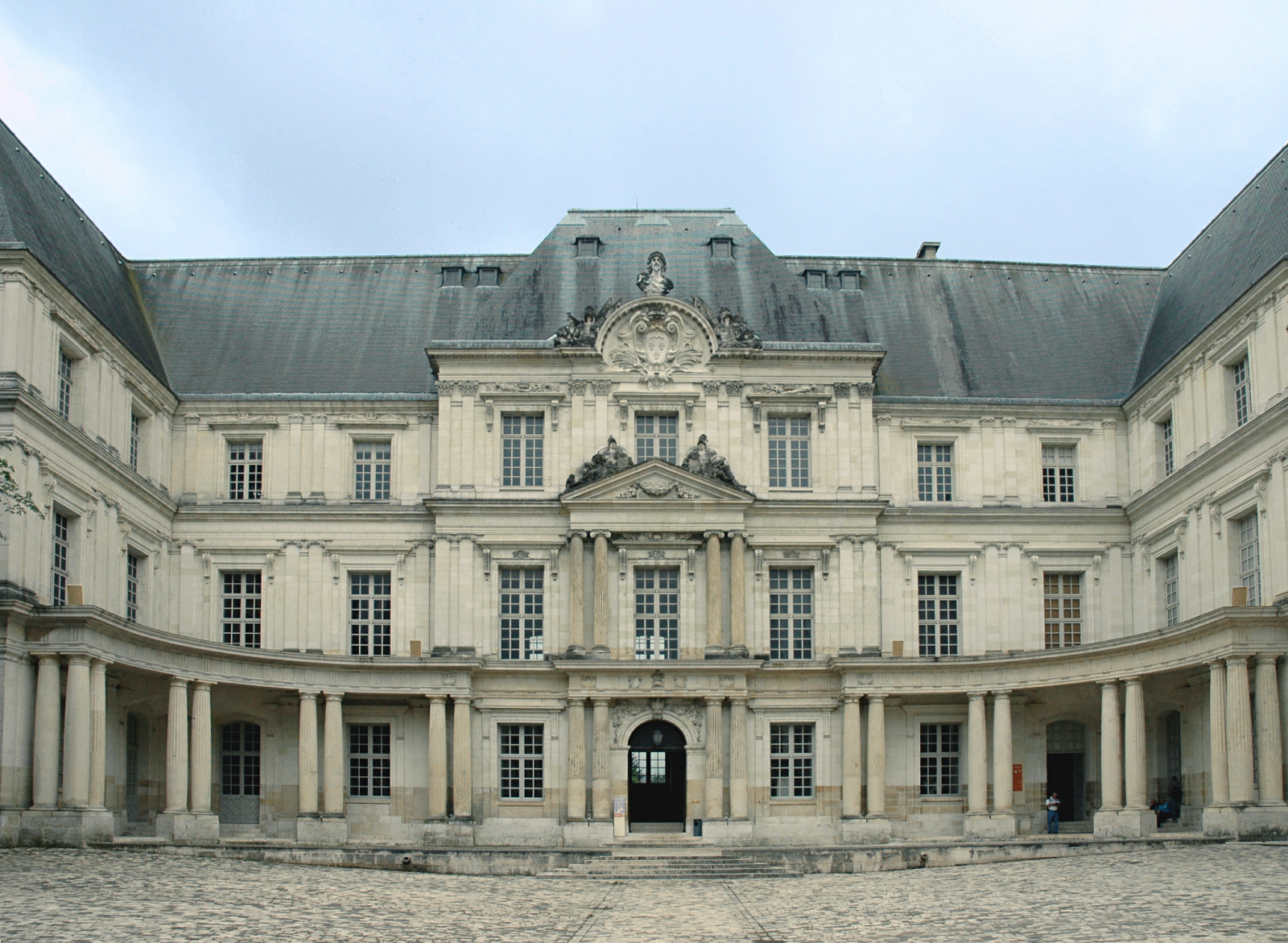
Замок Блуа. Барокове крило Гастона Орлеанського, прибудоване Мансаром
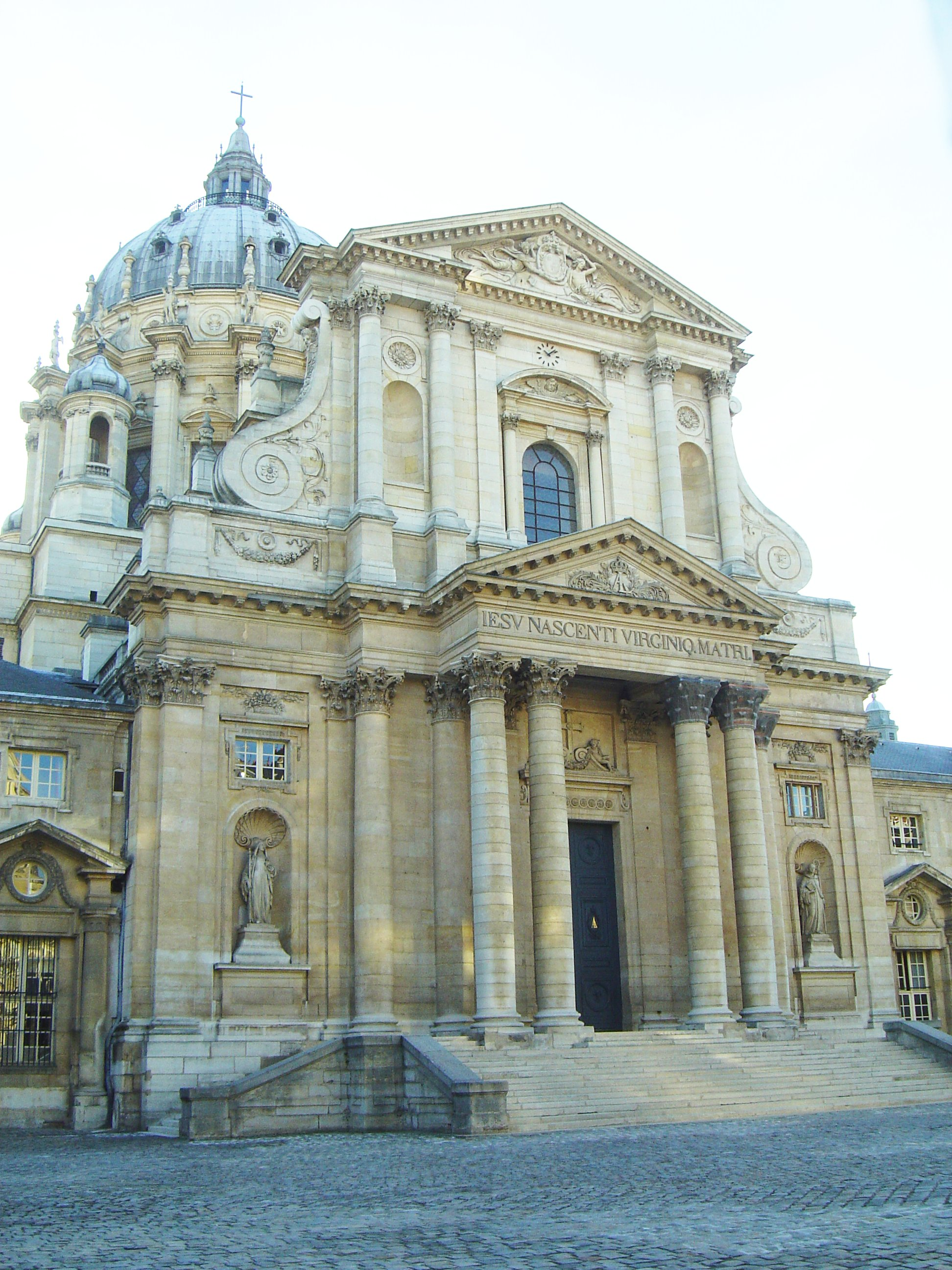
Фасад церкви Валь де Грас, Париж.
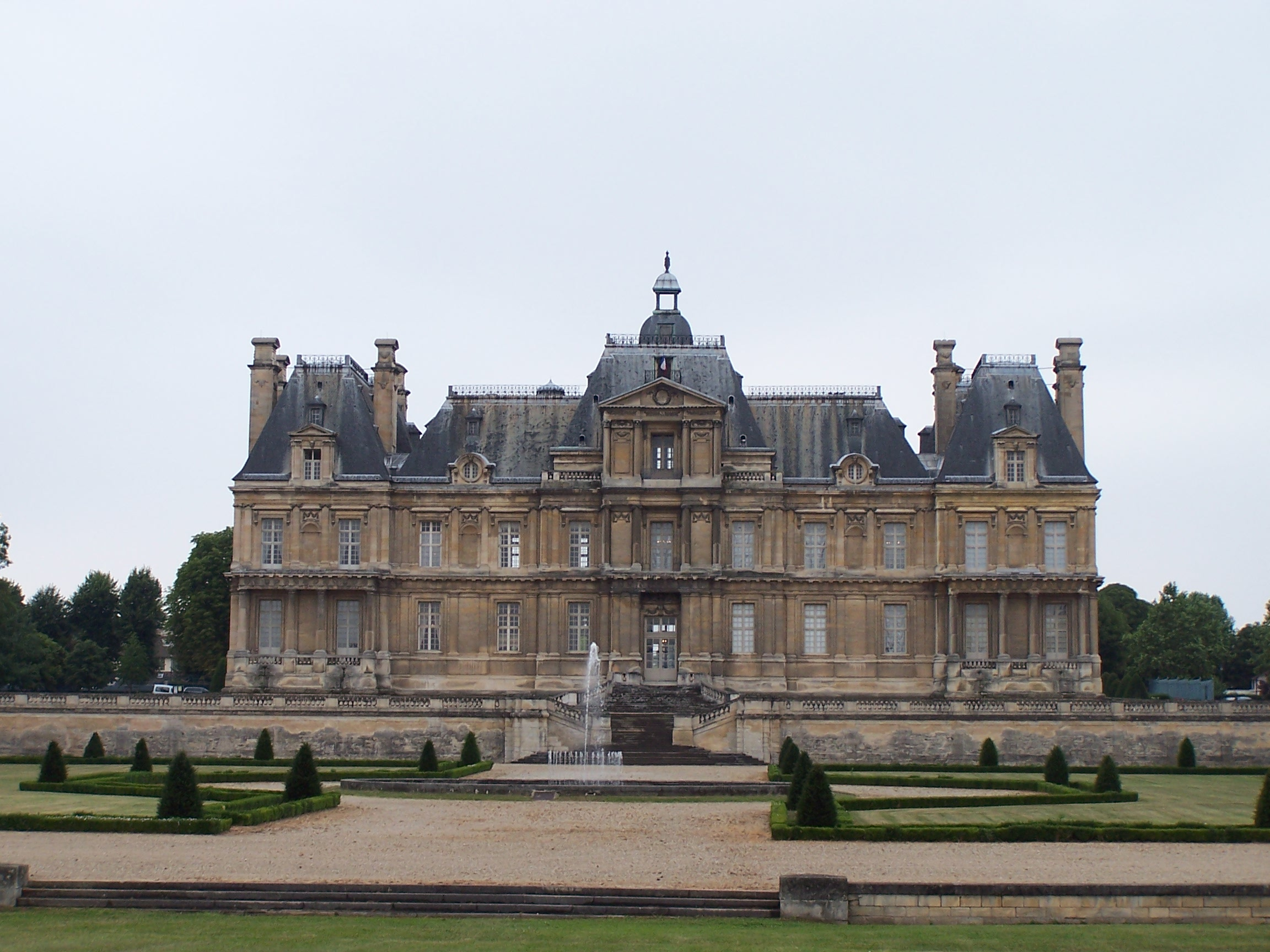
Палац Мезон - Лафіт.
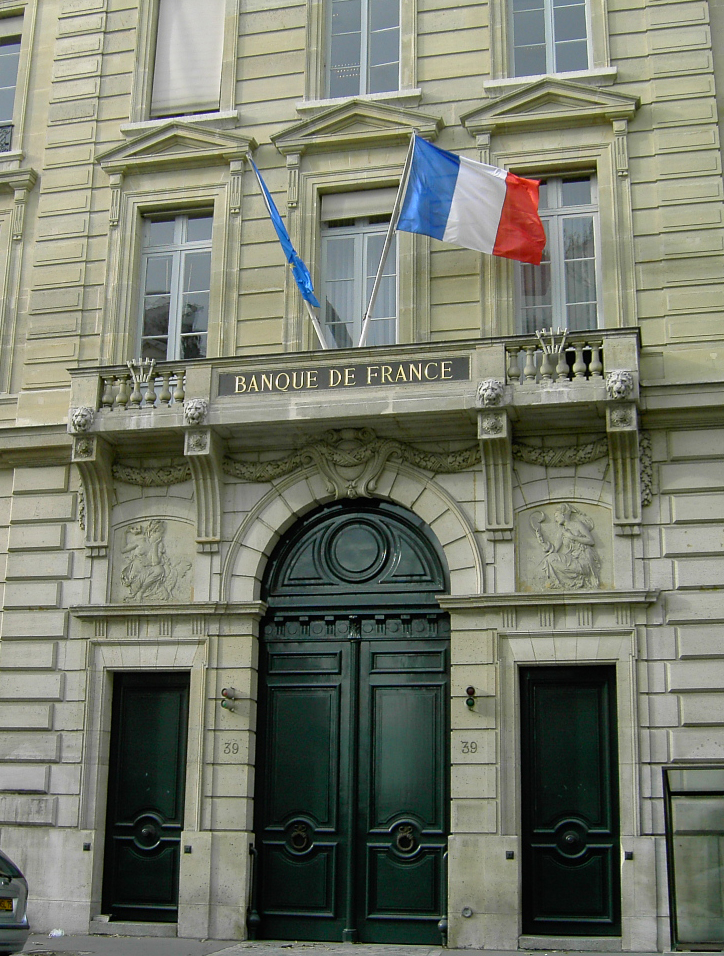
Фасад готелю де Тулуз у минулому